# Фассусы
Фассусы (Phassus) — род бабочек из семейства Тонкопряды, включающий в себя около 40 видов, из которых 4 заходят в Палеарктику. Большинство видов распространено в Центральной и Южной Америке.

## Виды
- Phassus absyrtus — Бразилия
- Phassus agrionides — Бразилия
- Phassus aurigenus — Коста-Рика
- Phassus basirei — Мексика
- Phassus championi — Гватемала
- Phassus costaricensis — Коста-Рика
- Phassus chrysodidyma — Мексика
- Phassus eldorado — Венесуэла
- Phassus exclamationis -Мексика
- Phassus guianensis — Гайана
- Phassus huebneri -Мексика
- Phassus marcisu — Мексика
- Phassus n-signatus — Гватемала
- Phassus phalerus — Мексика
- Phassus pharus — Гватемала
- Phassus pretiosus — Бразилия
- Phassus rosulentus — Мексика
- Phassus signifer — Индия
- Phassus schamyl — Краснодарский край, России.
- Phassus smithi — Мексика
- Phassus tesselatus
- Phassus transversus — Бразилия
- Phassus triangularis — Мексика